# Уитни Таун
Футбольный клуб «Уитни Таун» (англ. Witney Town A.F.C.) — английский футбольный клуб из одноимённого города, графство Оксфордшир. Основан в 1885 году. Самый успешный период клуба пришелся на период 1970/80х годов, когда клуб выступал Южной футбольной лиге и занял 5-е место в сезоне 1983/84. Клуб распался в 2001 году, однако был возрожден в 2002 году под названием «Феникс». В 2011 году снова использовал название «Уитни Таун». Был окончательно распущен в 2013 году.

## История
Футбольный клуб был основан 1885 году под названием «Уитни» и за первые 15 лет существования трижды выигрывал Кубок Оксфордширда среди юниоров. В тот период за клуб играл успешный полузащитник Герберт Смит, который позже выступал за такие клубы как «Дерби Каунти» и «Сток Сити». В 1908 году Герберт помог Сборной Англии завоевать медаль на Летних Олимпийских играх.
В 1922 году клуб получил название «Уитни Таун». Выступая в Высшей лиге Оксфордшира команда пять раз становилась чемпионом. Достичь успехов клубу помогал вратарь Фрэнк Кларк, выступавший позже за «Бирмингем Сити» и «Бристоль Сити».
В 1953 году «Уитни Таун» стал одним из основателей Греческой футбольной лиги, став победителем в сезоне 1954/55. Позже клуб становился чемпионом три года подряд в сезонах 1965-67 и 1971-73.
После двадцати лет выступления в Греческой лиге, «Уитни Таун» подал заявку на членство в Южной футбольной лиге и был успешно принят. Начав сезон 1973/74 в новой для себя лиге, уже к 1978 году клуб смог заполучить чемпионский титул и добиться повышения в Премьер Дивизион. После нескольких реорганизаций футбольных лиг «Уитни Таун» выступал за различные дивизионы и уровни Южной футбольной лиги. Лучшим достижением того периода стало пятое место в сезоне 1983/84. В 1988 году клуб потерпел понижение в классе впервые за много лет. В 1992 году команда сменила стадион, перебравшись на Оукей Парк, позднее переименованный в Стадион Марриоттс.
«Уитни Таун» оставался играть в Северном дивизионе Южной лиги до 2001 года. За это время клуб пережил юридическую реорганизацию в 1993 году. У команды был шанс вернутся в Премьер Дивизион, однако в конце сезона 1993/94 «Уитни Таун» потерпел поражение от клуба «Садбери Таун». В 1994, 1995 и 1997 года команда одерживала победу в Кубке Оксфордширда среди юниоров. В эти годы за команду выступал Брендан Роджерс, ставший позже главным тренером таких команд как «Ливерпуль» и «Лестер Сити». В конце сезона 2000/01 клуб занял 14-е место в Восточном дивизионе Южной лиги, а владелец команды покинул «Уитни Таун» под давлением группы болельщиков.
Клуб был преобразован в «Уитни Юнайтед». Название было официально зарегистрировано с целью возвращения команды в Южную футбольную лигу. В 2002 году клуб получил в аренду стадион на котором выступал до 1992 года и был принят в Первый дивизион Греческой футбольной лиги. В первом сезоне клуб смог занять лишь 15-е место, однако в 2004 году «Уитни Юнайтед» получил повышение, заняв пятую строчку в турнирной таблице. Клуб оставался в десятке лучших команд лиги на протяжении пяти сезонов. В сезоне 2010/11 команда была на грани вылета, заняв 18-ю позицию. В 2012 году, вернув название «Уитни Таун», коллектив финишировал на 19-й строчке и лишь нарушения регламента от «Хенли Таун» спасли их от вылета.
«Уитни Таун» был выселен со своего стадиона в 2013 году, так как не смог продлить аренду. Попытки объединения с «Картертоном» не увенчались успехом. После длительным переговоров с руководством лиги клуб подал в отставку. Затем «Уитни Таун» был ликвидирован и окончательно закрыт.